# 뉴질랜드 우주국

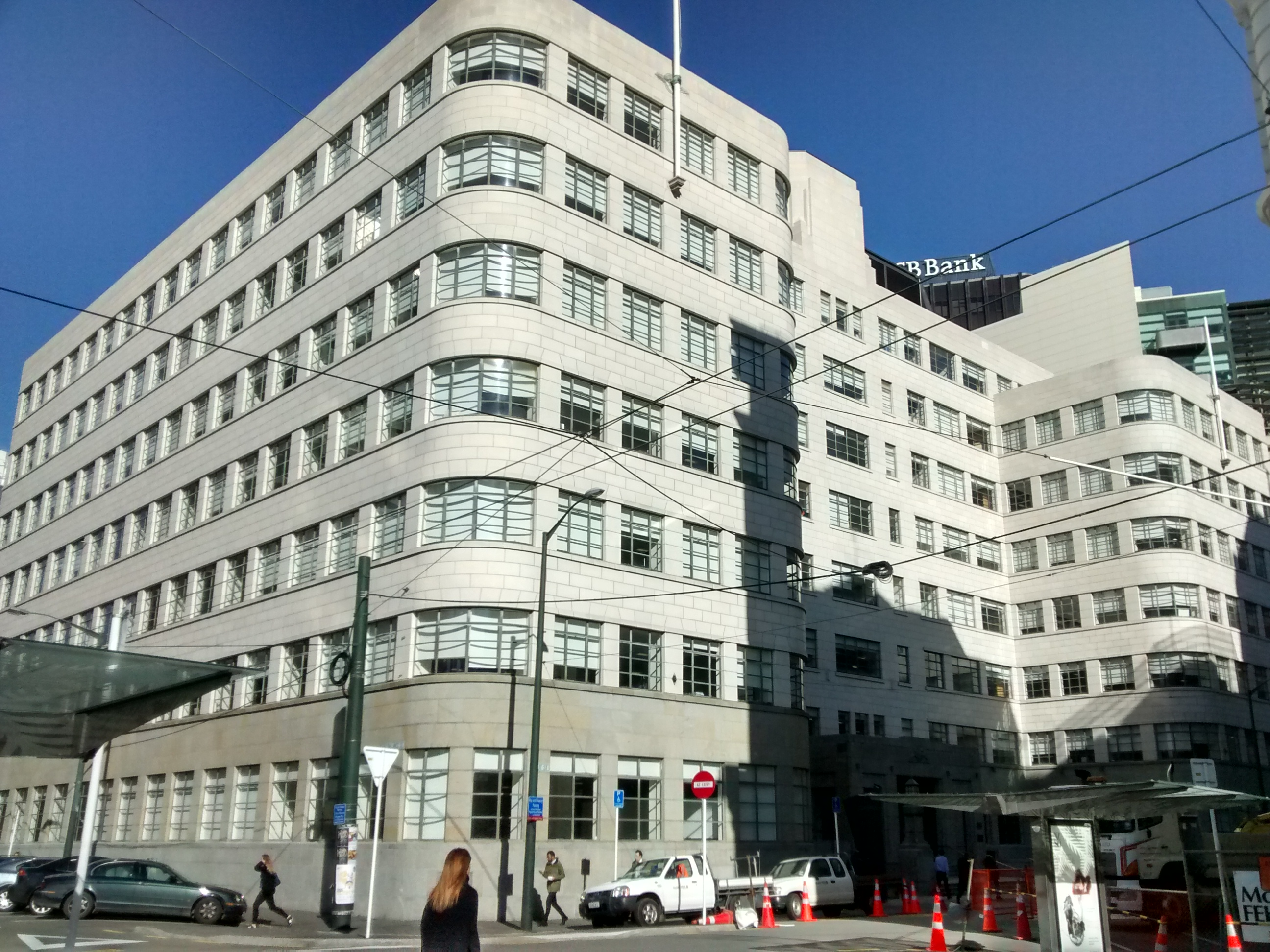
웰링턴의 뉴질랜드 우주국 본부.

뉴질랜드 우주국(영어: New Zealand Space Agency, 마오리어: Te Tari Rahui o Aotearoa)은 뉴질랜드의 우주 정책, 규정, 산업 개발을 목적으로 하는 공공기관이다.

## 역사
뉴질랜드 우주국은 2016년 4월 뉴질랜드 기업혁신고용부 산하로서 창설되었으며, 목적은 뉴질랜드 내의 우주 산업 증진과 이에 따른 경제적 이익 수확이다. 구체적으로는 미국 기업 Rocket Lab의 뉴질랜드 자회사의 발사체 발사를 허가하기 위한 목적 또한 있다.

## 같이 보기
- 우주개발기구